# Júlia Bezsenyi
Júlia Bezsenyi (* 29. September 1984 in Szombathely) ist eine ungarische Fußballspielerin.

## Leben
Bezsenyi begann ihre Karriere mit Viktória FC-Szombathely. Am 4. März 2003 wechselte sie aus Ungarn nach Österreich und unterschrieb einen Vertrag bei FC Südburgenland. Kurzzeitig wechselte sie 2004 zum ungarischen Vadkert FC, kehrte aber zum 23. Juli 2004 zum FC Südburgenland zurück.
Bezsenyi ist  A-Nationalspielerin für die Ungarische Fußballnationalmannschaft der Frauen.